# Mademoiselle Karen
Mademoiselle Karen, właściwie Karen Duelund Guastavino (dawniej Mortensen) – duńska multiinstrumentalistka i wokalistka. Absolwentka Królewskiej Akademii Muzycznej w Kopenhadze. Mortensen znana jest przede wszystkim z występów w zespole towarzyszącym Czesławowi Mozilowi. Prowadzi również działalność solową.

## Kariera
W 2008 roku został wydany debiutancki minialbum Mademoiselle Karen pt. C’est moi qui chante. W ramach promocji wydawnictwa wokalistka odbyła szereg koncertów w Polsce, podczas których wspierał ją instrumentalista Martin Bennebo.
22 lutego 2010 roku nakładem Mystic Production ukazał się pierwszy album studyjny wokalistki zatytułowany Attention!. Śpiewane w języku francuskim kompozycje spotkały się z pozytywnym przyjęciem ze strony krytyków muzycznych. Stylistycznie Mademoiselle Karen odwołuje się do takich gatunków jak jazz, kabaret, muzyka filmowa, pop czy hip-hop. Wydawnictwo promowały kompozycje "Regarde Moi" i "Ouaf Ouaf" do której został zrealizowany teledysk w reżyserii Jacka Chamota. W obrazie wystąpili m.in. Czesław Mozil, Hans Find Moller, Martin Bennebo Pedersen i Troels Drasbech.

## Dyskografia
| 2008                           | C’est moi qui chante - Data: 2008 - Wydawca: brak                   | —  |
| 2010                           | Attention! - Data: 22 lutego 2010 - Wydawca: Mystic Production      | 30 |
| 2014                           | Comme les garçons - Data: 7 marca 2014 - Wydawca: Mystic Production | —  |
| "—" pozycja nie była notowana. |                                                                     |    |

| Rok  | Tytuł    | Pozycja na liście | Album             |
| Rok  | Tytuł    | PRO               | Album             |
| ---- | -------- | ----------------- | ----------------- |
| 2014 | "Perdue" | 34                | Comme Les Garçons |

## Teledyski
- "Ouaf Ouaf" (2010, reżyseria: Jacek Chamot)[9]
- "Autobus" (2010, realizacja: Karuzela)[14]